# Bambi-Verleihung 1983
Die 34. Bambi-Verleihung fand am 15. April 1983 im Restaurant Tantris in München statt. Die Preise beziehen sich auf das Jahr 1982.

## Die Verleihung
Erneut hatte die Bambi-Verleihung einen Tiefpunkt erreicht. Statt einer großen Gala gab es 1983 ein Abendessen in einem Zwei-Sterne-Restaurant als Dankeschön für die „großartigen Leistungen.“ Bei diesem „Abendessen“ wurde allerdings versucht, durch Vergabe eines Bambis an die von Franz Alt geleitete Redaktion von Report Baden-Baden diese zu stützen und insbesondere Argumente gegen die Absetzung von Alt zu erzeugen. Wie bereits im Vorjahr wurde ein Bambi für die Fernsehserie Dallas vergeben; nach Linda Gray wurde nun Larry Hagman ausgezeichnet.

## Preisträger

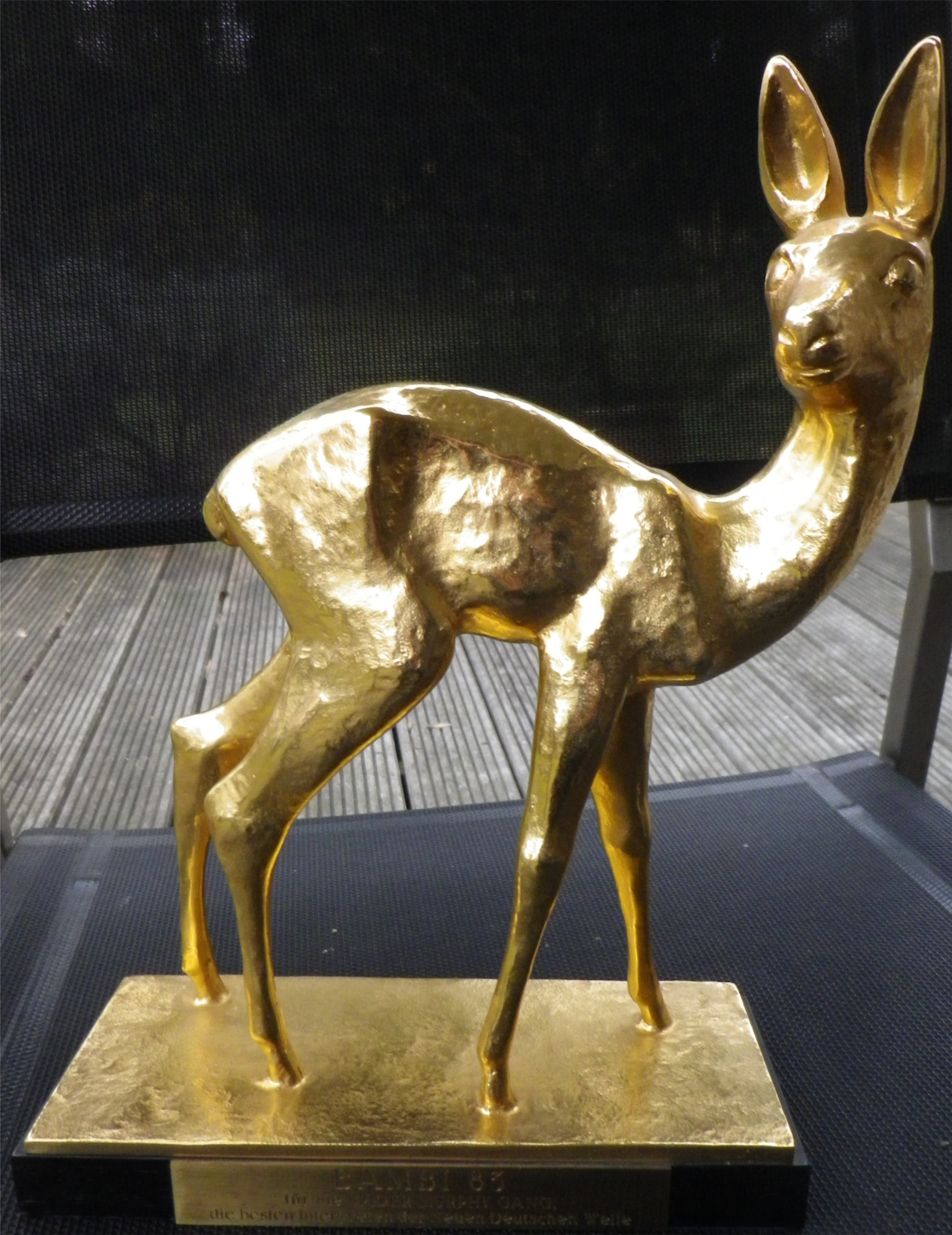
Das Bambi, das 1983 an die Spider Murphy Gang vergeben wurde

Aufbauend auf die Bambidatenbank.

### Beste Serie des Jahres
Larry Hagman für Dallas

### Beste Fernsehschauspielerin
Dietlinde Turban

### Beste Interpreten der Neuen Deutschen Welle
Spider Murphy Gang

### Beste Sendung für Tier- und Umweltschutz
Heinz Sielmann für Expeditionen ins Tierreich

### Bester Fernsehschauspieler
Klaus Maria Brandauer

### Für Konzerte, die zu Fernsehglanzpunkten wurden
Lorin Maazel

### Ideenreichster und aktivster deutscher Fernsehintendant
Dieter Stolte

### Informationssendung
Johannes Gross für die Bonner Runde

### Mutige Redaktion des besten aktuellen Fernsehmagazins
Report Baden-Baden

### Schauspielerin
Jessica Lange

### Überragender Sänger
Peter Hofmann

### Witzig kritischer Fernsehentertainer
Thomas Gottschalk für Na sowas!